# Бреннан, Джозеф Эдвард
Джозеф Эдвард Бреннан (англ. Joseph Edward Brennan; 2 ноября 1934, Портленд, штат Мэн, США — 5 апреля 2024, Портленд, штат Мэн) — американский политик-демократ, 70-й губернатор штата Мэн. Являлся специальным уполномоченным Федеральной морской комиссии.

## Биография
Бреннан родился в Портленде, Мэн. Учился в Бостонском колледже, юридической школе университета Мэна и юридической школе Пибоди. В 1965 году был избран в Палату представителей Мэна. До этого он работал прокурором округа Камберленд. В 1971 году проиграл выборы. В 1973—1975 годах был сенатором штата Мэн. В 1974 году баллотировался на должность губернатора Мэна, но проиграл Джорджу Митчеллу, будущему Сенатору. Он же и назначил Бреннана в 1975 году Генеральным прокурором штата. В 1978 году баллотировался снова, и на этот раз победил. Переизбран в 1982-м. В 1986 году баллотировался в Палату представителей от своего родного округа. Победил, набрав 53 % голосов избирателей.
В 1990 году пытался переизбраться, но проиграл, как и снова в 1994-м. В 1996 году пытался занять освободившееся место в Сенате, но на выборах его победила Сьюзан Коллинз.
В 1999 году президент Клинтон назначил Бреннана специальным уполномоченным Федеральной морской комиссии, небольшом независимом ведомстве, которое регулирует морские торговые связи США с зарубежными странами.
Умер вечером 5 апреля 2024 года в своём доме в Портленде.